# Barry Mann
Barry Mann (nacido Barry Imberman, el 9 de febrero de 1939) es un compositor norteamericano que ha desarrollado gran parte de su carrera musical junto a su esposa Cynthia Weil. 
Ha escrito o coescrito 53 sencillos de éxito en el Reino Unido y 98 en Estados Unidos.

## Biografía
Barry Mann nació el 9 de febrero de 1939 en Brooklyn, Nueva York.  Su primera composición de éxito fue "She Say (Oom Dooby Doom)", para la banda the Diamonds en 1959. Mann coescribió la canción junto a Mike Anthony (Michael Logiudice). En 1961, Mann consiguió su mejor resultado hasta la fecha con "I Love How You Love Me", escrita junto a Larry Kolber que alcanzó el número 5 en las listas de éxitos por la banda Paris Sisters, (siete años más tarde, una versión de Bobby Vinton volvió a entrar en el Top 10). El mismo año, el propio Mann logró entrar en las listas de éxtos como intérprete, con una novedosa canción coescrita con Gerry Goffin, titulada "Who Put the Bomp", que parodia usando palabras sin sentido el entonces popular, género doo-wop.
A pesar de su éxito como cantante, Mann quiso canalizar su creatividad en la composición, formando una prolífica pareja junto a Cynthia Weil, una letrista que había conocido cuando ambos trabajaban como compositores para la compañía Aldon Music, que tenían sus oficinas cerca del Brill Building, el famoso edificio que albergaba oficinas y estudios de composición y publicidad en Manhattan. Mann y Weil, que se habían casado en 1961, desarrollaron algunas canciones destinadas a agitar la conciencia social de la época, como "Uptown" para the Crystals, "We Gotta Get out of This Place" para the Animals, "Magic Town" para the Vogues y "Kicks" para Paul Revere & The Raiders. Mann y Weil se mostraron molestos cuando "Only In America", una composición escrita junto a Jerry Leiber y Mike Stoller, concebida inicialmente para ser grabada por the Drifters como canción protesta contra los prejuicios raciales, fue modificada por Leiber y Stoller para convetirla en un éxito incontrovertible de Jay & the Americans.
Hasta mayo de 2009, Mann tenía registradas 635 canciones. Ha recibido 56 galardones en música popular, country y Rhythm&Blues de Broadcast Music Incorporated, y 46 galardones que acreditan canciones con más de un millón de reproducciones en radio. El tema "You've Lost That Lovin' Feelin'", coescrito con Weil y Phil Spector, fue la canción más radiada del siglo XX, con más de 14 millones de reproducciones.
Mann ha compuesto también canciones para películas, especialmente conocida es "Somewhere Out There", coescrita con Cynthia Weil y James Horner, para la película de animación de 1986, An American Tail. El dueto formado por Linda Ronstadt y James Ingram interpretó la canción, que puso música a los créditos finales. El sencillo llegó al puesto número 2 de la lista Billboard Hot 100 y recibió un disco de oro. "Somewhere Out There" ganaría 2 Premios Grammy en 1987, en las categorías de Canción del año y Mejor canción escrita para una película. El tema también estuvo nominado al Oscar a la mejor canción de 1986, que finalmente se llevó el tema "Take My Breath Away" de "Top Gun" (una película que también utiliza la canción "You've Lost That Lovin' Feelin'" en una escena clave). Otras aportaciones de Mann a la música cinematográfica fueron I Never Sang for My Father y Muppet Treasure Island, así como canciones para National Lampoon's Christmas Vacation y Oliver and Company.
En 1987, Mann y Weil fueron incluidos en el Salón de la Fama de los Compositores. En 2011, recibieron el Premio Johnny Mercer, el mayor honor que concede el Salón de la Fama de los Compositores.
Mann y Weil fueron nombrados entre los receptores del Premio Ahmet Ertegun de 2010 que concede el Salón de la Fama del Rock and Roll. Mann y Weil dirigen una compañía editorial llamada Dyad Music.

## Canciones compuestas por Barry Mann y Cynthia Weil

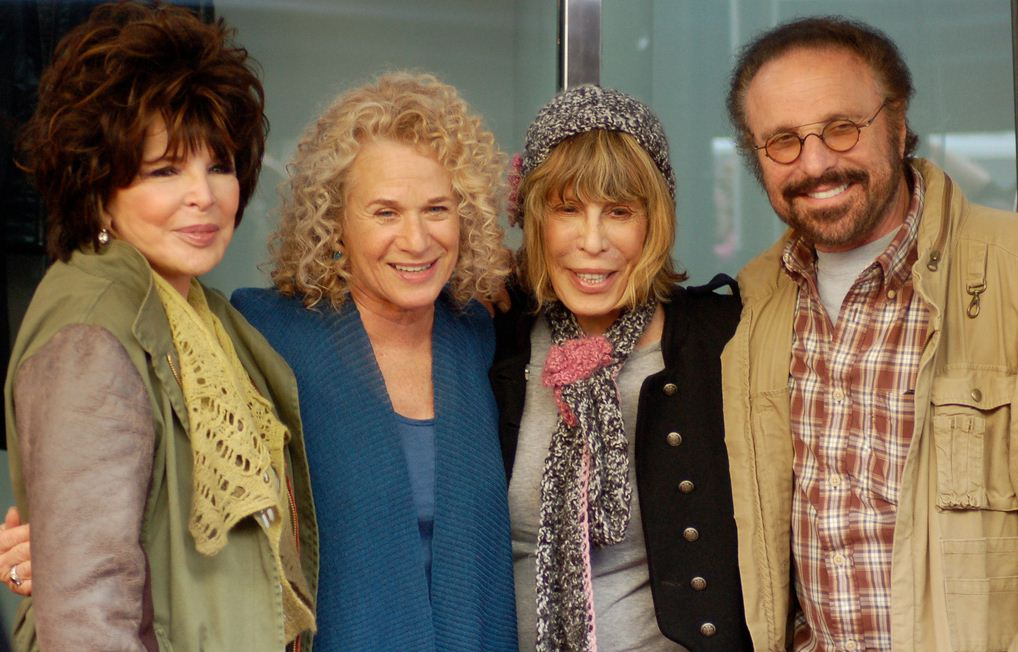
Carole Bayer Sager, Carole King, Cynthia Weil and Barry Mann in December 2012

- "Absolutely Green" – Dom DeLuise (escrita para A Troll in Central Park).
- "Another Goodbye" – Donna Fargo (coescrita con Scott English).
- "Black Butterfly" – Deniece Williams.
- "Blame It on the Bossa Nova" – Eydie Gorme.
- "Bless You" - Tony Orlando.
- "Brown Eyed Woman" – Bill Medley.
- "Christmas Vacation".
- "Coldest Night of the Year" – Twice As Much, Vashti Bunyan.
- "Don't Know Much" – Aaron Neville y Linda Ronstadt (escrita con Tom Snow).
- "Don't Make My Baby Blue" – The Shadows, The Move.
- "Good Time Living" – Three Dog Night.
- "Heart" – Kenny Chandler, Wayne Newton.
- "Here You Come Again" – Dolly Parton.
- "He's Sure the Boy I Love" – The Crystals.
- "How Can I Tell Her It's Over" – Andy Williams.
- "Hungry" – Paul Revere & the Raiders.
- "I Just Can't Help Believing" – B. J. Thomas, Elvis Presley.
- "I'm a Survivor" - Jon English
- "I'm Gonna Be Strong" – Gene Pitney; Cyndi Lauper.
- "It's Getting Better" – Cass Elliot.
- "It's Not Easy" – Colin Blunstone.
- "I Will Come to You" – Hanson.
- "Just a Little Lovin' (Early in the Morning)" – Sarah Vaughan, Dusty Springfield, Carmen McRae, Billy Eckstine, Bobby Vinton, Shelby Lynne.
- "Just Once" – James Ingram con Quincy Jones.
- "Kicks" – Paul Revere & the Raiders.
- "Looking Through the Eyes of Love" – Gene Pitney, Marlena Shaw, The Fortunes, The Partridge Family.
- "Love Her" - The Everly Brothers, The Walker Brothers.
- "Love Led Us Here" – John Berry, Helen Darling.
- "Magic Town" – The Vogues.
- "Make Your Own Kind of Music" – "Mama" Cass Elliot.
- "Never Gonna Let You Go" – Sérgio Mendes.
- "New World Coming - Mama Cass.
- "None of Us Are Free" (Mann, Weil, Brenda Russell) – Ray Charles, Lynyrd Skynyrd, Solomon Burke.
- "On Broadway" – The Drifters, George Benson (escrita con Jerry Leiber y Mike Stoller).
- "Once Upon a Time in New York City" – (escrita con Howard Ashman para Oliver and Company).
- "Only in America" – Jay & The Americans.
- "Proud" – Johnny Crawford.
- "Rock and Roll Lullaby" – B. J. Thomas.
- "Saturday Night at the Movies" – The Drifters.
- "Shades of Gray" y "Love is Only Sleeping" – The Monkees.
- "Shape of Things to Come" – Max Frost and the Troopers.
- "She's Over Me" – Teddy Pendergrass.
- "Something Better" – Marianne Faithfull (escrita con Gerry Goffin)
- "Somewhere Out There" – Linda Ronstadt y James Ingram (escrita con James Horner para la película An American Tail).
- "Sweet Sorrow" – Conway Twitty.
- "Teenage Has-Been" - Barry Mann, (escrita con Gerry Goffin)
- "Too Many Mondays" – Barry Mann, Wicked Lester (inédita).
- "Uptown" – The Crystals.
- "Walking in the Rain" – The Ronettes, The Walker Brothers.
- "We Gotta Get out of This Place" – The Animals.
- "We're Over" – Johnny Rodríguez.
- "Whatever You Imagine" - Wendy Moten (escrita con James Horner para la película The Pagemaster)
- "Where have you been" - Arthur Alexander, Gene Vincent, The Beatles y Gerry and the Pacemakers
- "Who Put the Bomp (in the Bomp, Bomp, Bomp) - Barry Mann (escrita con Gerry Goffin)
- "A World of Our Own" – Tema final de Return to the Blue Lagoon – Surface.
- "(You're My) Soul and Inspiration" – The Righteous Brothers.
- "You've Lost That Lovin' Feelin'" – The Righteous Brothers (escrito con Phil Spector). También interpretada por Hall & Oates en su disco "Voices" de 1980.

## Premios y nominaciones
Premios Óscar
| Año  | Categoría              | Canción               | Película         | Resultado |
| ---- | ---------------------- | --------------------- | ---------------- | --------- |
| 1987 | Mejor canción original | «Somewhere Out There» | An American Tail | Nominado  |